# Pilțe, Jovkva
Pilțe (în ucraineană Пільце) este un sat în comuna Nova Kameanka din raionul Jovkva, regiunea Liov, Ucraina.

## Demografie
Componența lingvistică a localității Pilțe
     Ucraineană (99,74%)
     Alte limbi (0,26%)
Conform recensământului din 2001, majoritatea populației localității Pilțe era vorbitoare de ucraineană (99,74%), existând în minoritate și vorbitori de alte limbi.